# Carmen Roy
Carmen Roy est une ethnologue et folkloriste canadienne née le 25 décembre 1919 à Bonaventure, en Gaspésie, et décédée le 9 avril 2006 à Ottawa. Elle s'est d'abord fait connaître pour avoir mené une vaste enquête orale en Gaspésie.
Ayant travaillé auprès de Marius Barbeau et Luc Lacourcière, elle aurait contribué à fonder et moderniser l'ethnologie canadienne et on l'a à ce titre qualifié de « pionnière » dans le domaine du folklore. Ses pairs l'ont par ailleurs déjà qualifiée de « folkloriste canadienne de distinction ».

## Parcours professionnel
Carmen Roy a obtenu un baccalauréat en lettres du Collège Marguerite-Bourgeois de Montréal en 1942, puis a fréquenté l'Université Laval en 1947, où elle a été initiée aux études de folklore par Marius Barbeau et Luc Lacourcière. Grâce à Barbeau, elle a obtenu un contrat d'attachée de recherche au Musée national d'Ottawa.
Elle a ensuite complété une maîtrise (1951) et un doctorat (1953) en ethnologie à l'Université de Paris, sous la direction de Marcel Griaule, se concentrant sur la littérature orale gaspésienne. Ses recherches ont abouti à la publication de Contes populaires gaspésiens en 1952 et de La littérature orale en Gaspésie en 1955. En 1957, elle est nommée chef de la Section folklore de la Division de l'ethnologie du Musée national, où elle a œuvré pour la reconnaissance du folklore comme une discipline distincte. Elle a élargi le champ de recherche pour inclure tous les groupes minoritaires canadiens, prônant une approche ethnologique inclusive.
En 1966, la Division de folklore est créée et Carmen Roy en devient la directrice. En 1970, elle fonde le Centre canadien d'études sur la culture traditionnelle au sein du Musée national de l'Homme, qu'elle dirige jusqu'en 1977. En 1984, elle prend officiellement sa retraite, mais continue à travailler au Musée jusqu'en 1992.